# Championnat de Belgique féminin de handball de deuxième division 2016-2017
 (février 2023).
Si vous disposez d'ouvrages ou d'articles de référence ou si vous connaissez des sites web de qualité traitant du thème abordé ici, merci de compléter l'article en donnant les références utiles à sa vérifiabilité et en les liant à la section « Notes et références ».
Navigation
2015-2016 2017-2018
La saison 2016-2017 du Championnat de Belgique féminin de handball de deuxième division est la 37e saison du Championnat de Belgique féminin de handball de deuxième division, la deuxième plus haute division belge de handball.

## Compétition

### Classement
|    | Équipe                  | Pts | J  | G  | N | P  | Bp  | Bc  | Diff | Dép |
| -- | ----------------------- | --- | -- | -- | - | -- | --- | --- | ---- | --- |
| 1  | HC Rhino P              | 35  | 22 | 17 | 1 | 4  | 538 | 410 | 128  | -   |
| 2  | Brussels HC             | 31  | 22 | 15 | 1 | 6  | 564 | 515 | 49   | -   |
| 3  | HC Eynatten-Raeren      | 30  | 22 | 14 | 2 | 6  | 533 | 460 | 73   | -   |
| 4  | DHC Overpelt            | 27  | 22 | 12 | 3 | 7  | 534 | 503 | 31   | -   |
| 5  | HC Sprimont             | 24  | 22 | 11 | 2 | 9  | 501 | 522 | -21  | -   |
| 6  | DHC Meeuwen R           | 22  | 22 | 11 | 0 | 11 | 488 | 482 | 6    | -   |
| 7  | HC Pentagoon Kortessem  | 20  | 22 | 10 | 0 | 12 | 542 | 547 | -5   | -   |
| 8  | HC Atomix               | 19  | 22 | 9  | 1 | 12 | 505 | 506 | -1   | -   |
| 9  | Liège Handball Club     | 19  | 22 | 9  | 1 | 12 | 538 | 550 | -12  | -   |
| 10 | HV Uilenspiegel Wilrijk | 17  | 22 | 8  | 1 | 13 | 462 | 517 | -55  | -   |
| 11 | KTSV Eupen 1889         | 16  | 22 | 7  | 2 | 13 | 575 | 602 | -27  | -   |
| 12 | ROC Flémalle P          | 4   | 22 | 2  | 0 | 20 | 425 | 591 | -166 | -   |

|   | Champion de Belgique de D2 2017             |
|   | Promu en Division 1                         |
|   | Relégué                                     |
|   | Forfait général pour la saison suivante     |
| T | Tenant du titre 2015-2016                   |
| P | Promu                                       |
| R | Relégué de Division 1                       |
| C | Vainqueur de la Coupe de Belgique 2016-2017 |

### Champion
| Champion de Belgique de D2 2016-2017 HC Rhino 1re victoire |

### Relégués
À l'issue de cette saison 2016-2017 de D2 belge, les deux clubs relégués sportivement sont le KTSV Eupen 1889 et le ROC Flémalle.